# Pentanodes dietzii
Pentanodes dietzii is een keversoort uit de familie van de boktorren (Cerambycidae). De wetenschappelijke naam van de soort werd in 1904 gepubliceerd door Charles Frederic August Schaeffer. De soort werd verzameld in Brownsville in het uiterste zuiden van Texas.